# Muamer Salibašić
Muamer Salibašić (* 3. prosince 1984) je bosenský fotbalový útočník, momentálně hrající za bosenský celek FK Lokomotiva Miričina.